# シソポン
- セレイ・サオポアン
- シソポン
- シソフォン

セレイ・サオポアン(クメール語: សិរីសោភ័ណ, 英: Serei Saophoan)は、カンボジア王国のバンテアイ・ミエンチェイ州の州都。タイ語であるシソポン（Sisophon, タイ語: ศรีโสภณ) とも呼ばれる。
2012年の人口は19万349人 で、同国4位。
街の北側約60kmの位置に、クメール遺跡であるバンテアイ・チュマール寺院がある。

## 交通
国道5号と6号が分かれる交通の要衝である。タイ国境の町ポイペトから、アンコール遺跡のあるシェムリアップ方面、首都のプノンペンやバタンバン方面に向かう車やバスが行き来している。